# Nacionalni park Bryce Canyon
Nacionalni park Bryce Canyon (eng. Bryce Canyon National Park) jedan je od 58 nacionalnih parkova smještenih u Sjedinjenim Američkim Državama.

## Zemljopis
Bryce Canyon ili Bryceov Canyon se nalazi na sjeverozapadu američke savezne države Utah, na visini od oko 2.750 m, oko 80 km sjeveroistočno i na oko 300 m većoj nadmorskoj visini od Nacionalnog parka Zion. Najbliži gradovi su mu Tropic na sjeveroistoku i Panguitch na sjeverozapadu.
Bryceov kanjon u stvarnosti i nije klasični kanjon, već čitav niz prirodno oblikovanih amfiteatara u stijeni, dubokih oko 150 m. Stijene su crveno-smeđe a prelijevaju se nijansama hrđavo-crvene, ružičaste, limunžute do gotovo bijele boje. Ovakav kolorit je posljedica polaganog rastakanja raznih mineralnih spojeva, većim dijelom manjih količina željeznog oksida prisutnog u slojevima stijena. Plavkaste i grimizne boje ukazuju na postojanje manganovog oksida. Ovaj kolorit je najizraženiji u sumrak ili u zoru zbog nižeg položaja sunca i zbog sjena prouzročenih njegovim položajem.
Najviša točka ravnjaka Paunsaugunt južni je vrh koji se nalazi na nadmorskoj visin od 2.750 m, dok se prema sjeveru spušta oko 600 m niže. Kameni amfiteatri se protežu 34 km uzduž istočnog ruba ravnjaka, duboko urezani u njegove stijene

## Klima
| Klimatološki srednjaci za Nacionalni park Bryce Canyon     | Klimatološki srednjaci za Nacionalni park Bryce Canyon | Klimatološki srednjaci za Nacionalni park Bryce Canyon | Klimatološki srednjaci za Nacionalni park Bryce Canyon | Klimatološki srednjaci za Nacionalni park Bryce Canyon | Klimatološki srednjaci za Nacionalni park Bryce Canyon | Klimatološki srednjaci za Nacionalni park Bryce Canyon | Klimatološki srednjaci za Nacionalni park Bryce Canyon | Klimatološki srednjaci za Nacionalni park Bryce Canyon | Klimatološki srednjaci za Nacionalni park Bryce Canyon | Klimatološki srednjaci za Nacionalni park Bryce Canyon | Klimatološki srednjaci za Nacionalni park Bryce Canyon | Klimatološki srednjaci za Nacionalni park Bryce Canyon | Klimatološki srednjaci za Nacionalni park Bryce Canyon |
| mjesec                                                     | sij                                                    | velj                                                   | ožu                                                    | tra                                                    | svi                                                    | lip                                                    | srp                                                    | kol                                                    | ruj                                                    | lis                                                    | stu                                                    | pro                                                    | godina                                                 |
| ---------------------------------------------------------- | ------------------------------------------------------ | ------------------------------------------------------ | ------------------------------------------------------ | ------------------------------------------------------ | ------------------------------------------------------ | ------------------------------------------------------ | ------------------------------------------------------ | ------------------------------------------------------ | ------------------------------------------------------ | ------------------------------------------------------ | ------------------------------------------------------ | ------------------------------------------------------ | ------------------------------------------------------ |
| srednji maksimum, °C                                       | 1,4                                                    | 3,3                                                    | 6,2                                                    | 11,5                                                   | 17,1                                                   | 22,9                                                   | 26,5                                                   | 24,9                                                   | 21,3                                                   | 15,2                                                   | 7,4                                                    | 2,8                                                    | 13,3                                                   |
| srednja dnevna temperatura, °C                             | −7,1                                                   | −4,9                                                   | −1,8                                                   | 3,1                                                    | 7,9                                                    | 12,6                                                   | 16,6                                                   | 15,6                                                   | 11,4                                                   | 5,9                                                    | −0,8                                                   | −5,6                                                   | 4,3                                                    |
| srednji minimum, °C                                        | −15,6                                                  | −13,3                                                  | −9,8                                                   | −5,3                                                   | −1,4                                                   | 2,2                                                    | 6,8                                                    | 6,3                                                    | 1,6                                                    | −3,3                                                   | −9,1                                                   | −14,0                                                  | −4,7                                                   |
| oborine, mm                                                | 19,9                                                   | 24,3                                                   | 23,0                                                   | 17,3                                                   | 21,0                                                   | 17,4                                                   | 26,6                                                   | 41,3                                                   | 32,4                                                   | 23,9                                                   | 24,8                                                   | 25,1                                                   | 298,0                                                  |
| Izvor: Worldclimate.com, podaci za razdoblje 1948. – 1976. |                                                        |                                                        |                                                        |                                                        |                                                        |                                                        |                                                        |                                                        |                                                        |                                                        |                                                        |                                                        |                                                        |

## Povijest
Prije oko 60 milijuna godina područje Bryceovog kanjona je bilo na dnu velikog jezera koje je prekrivalo veći dio savezne države Utah. Tijekom dugog razdoblja na dnu se taložio sloj po sloj mulja, pijeska i raznih krhotina stijena. S vremenom su se zrnca tih zasebnih taloga kemijskim procesom stvrdnula i stvorila brojne pješčenjake različitih veličina i oblika. Prije 15 milijuna godina stvorio se kameni sloj debljine oko 600 m, a pomicanje tla podiglo je dno jezera iznad same vode i stvorilo ravnjak Paunsaugunt, najmlađi ali i najviši od čitavog niza ravnjaka poznatih kao Veliko stubište (The Grand Stairway). To se stubište spušta prema jugu, sve do ruba Grand Canyona u saveznoj državi Arizona.
Ovaj divlji ali prelijepi krajobraz oblikovala je voda što čini i danas. Ljeti je ovo područje sušno ali zimi napadaju velike količine snijega koje se u proljeće topi i ulazi u pukotine stijena gdje se noću smrzava. Smrzavanjem otopljenog snijega, pukotine se šire i lome površinske stijene. Potpunim otapanjem smrznutog snijega, voda dubi mekše dijelove nataloženog vapnenca stvarajući tako uske kanale, lukove i tunele te još više produbljuje kanjon. Pretpostavlja se da se ovakvim procesom rub kanjona svakoh 50-65 godina povlači za 300 mm.
Jako malo se zna o prvim stanovnicima Bryceovog kanjona, no prema nekim arheološkim istraživanjima ljudi su na ovom području nazočni već 10.000 godina. Južno od nacionalnog parka pronađeni su neki artefakti stari više tisuća godina.
Područje današnjeg parka, okolne doline i visoravni, nastanjuju indijanci plemena Paiute otprilike u isto vrijeme kad ga nastanjuju i druge kulture na istočnoj strani. Pauite su se uglavnom prehranjivale lovom ali su se bavili i uzgojem jestivih kultura bilja. Prema njihovom vjerovanju, šiljati pješčanici (hoodos) u Bryceovom kanjonu su ljudi koje je prevarant Coyote pretvorio u kamen, a prema nekim izjavama njihova kultura se naziva hoodoos Anka-ku-bio--wits, što bi značilo crveno oslikana lica.
Prvi pioniri koji su putovali ovim područjem i kroz Bryceov kanjon imali su velike poteškoće zbog labirinta gudura i rijetkog zraka na toj nadmorskoj visini, pa su krajeve slične ovom nazivali Badlands. Kanjon je dobio ime po Ebenezeru Bryecu, istraživaču iz 19. stoljeća, koji se nastanio u bilizini rijeke Paria kao doseljenik iz Škotske i bio je prvi istraživač koji je istraživao ovo područje.
Nacionalnim parkom Bryceov kanjon je proglašen 15. rujna 1928.

## Životinjski svijet
Područje kanjona jedno je od posljednjih utočišta puma. Nekad su ovo područje nastanjivali i dabrovi, ali pošto su u 19. stoljeću bili glavna lovina velikog broja trapera, danas ih više nema. Ljeti kroz područje kanjona prolaze krda bjelorepih jelena koji su glavna lovina planinskog lava (pume). 

## Biljni svijet
Ravnjak Paunsaugunt prošaran je livadama i šikarama kadulje. Na stjenovitim padinama u višim dijelovima parka rastu jela i smreka, a u sjevernim područjima zlatni bor. Šuma prekriva dno ovog prirodnog amfiteatra, ali na višim obroncima, koji su poodložniji suši, rastu rijetki borovi iz roda pinija (lat. Pinus aristata), najstarije drveće na svijetu koje vrlo uspješno iskorištava i ono malo vlage. Moguće ih je pronaći čak i na potpuno ogoljelim vrhovima.

## Park danas
Nacionalni park Bryce Canyon cijelu je godinu otvoren za posjetiltelje. Na točkama izlaska i zalaska sunca postavljena su dva vidikovca s kojih se pruža spektakularan pogled na Bryecov kanjon koji godišnje pohodi preko milijun posjetitelja. Kroz kanjon je moguće jahati ili pješačiti.

## Galerija
- Bryce Canyon
- Zima u Bryce Canyonu
- Pješčani tornjići (hoodos) Bryce Canyona
- Bryce Canyon

## Vanjske poveznice
- Bryce Canyon National Park info (eng.)  Arhivirana inačica izvorne stranice od 31. listopada 2009. (Wayback Machine)
- Utah.com Bryce Canyon (eng.)  Arhivirana inačica izvorne stranice od 6. rujna 2015. (Wayback Machine)
- Welcome To Bryce Canyon National Park (eng.)

## Ostali projekti
|  | Zajednički poslužitelj ima stranicu o temi Nacionalni park Bryce Canyon    |
|  | Zajednički poslužitelj ima još gradiva o temi Nacionalni park Bryce Canyon |